# Логотет на дрома
Логотетът на дрома (на гръцки: λογοθέτης τοῦ δρόμου) е началникът на дромоса – държавната пощенска и транспортна служба във Византия.
Длъжността се обособява през VII век. Първият известен логотет на дрома служи през 762 година. Задълженията му еволюират в събиране на политическа информация, защита на василевса и надзор върху дипломацията на империята. През XII век логотетът на дрома е един от най-влиятелните дворцови сановници и близък съветник на императора.